# Aleksandr Enbert
Aleksandr Joerjevitsj Enbert (Russisch: Александр Юрьевич Энберт) (Leningrad, 17 april 1989) is een Russisch voormalig kunstschaatser die uitkwam als paarrijder. Hij nam met zijn schaatspartner Natalja Zabijako deel aan de Olympische Winterspelen in Pyeongchang, waar het paar zilver won met het team. Enbert schaatste eerder met Viktoria Kazantseva, Ksenia Ozerova en Katarina Gerboldt.

## Biografie

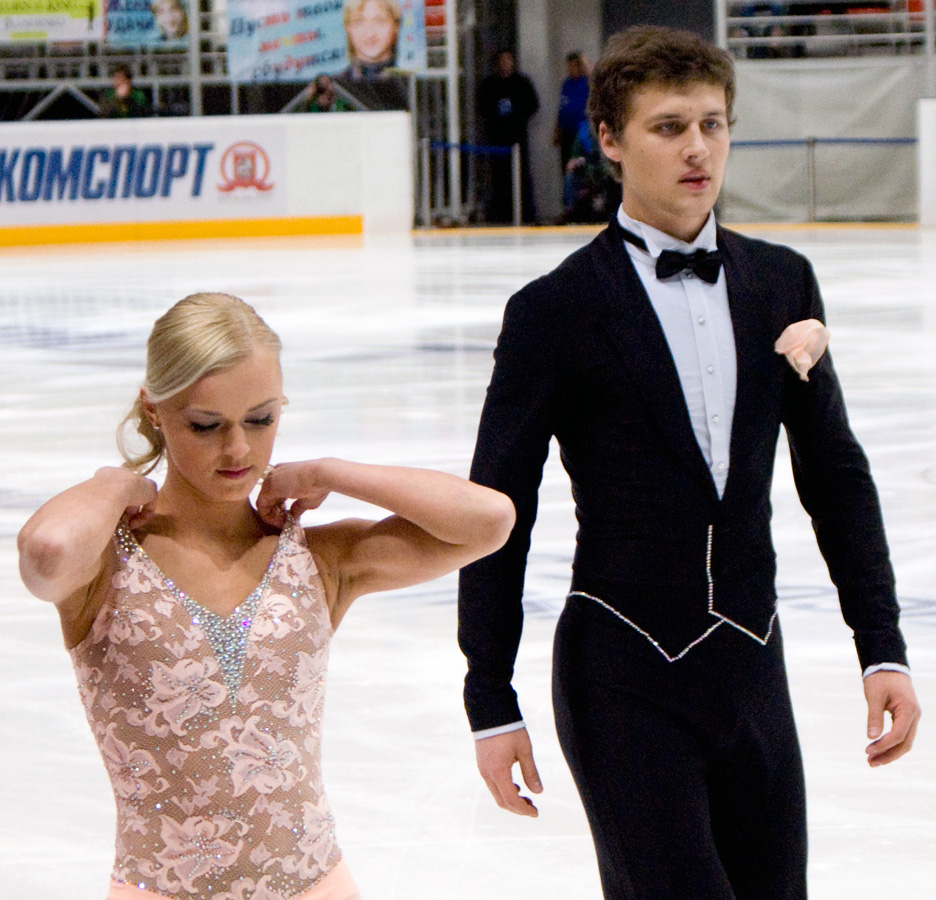
Katarina Gerboldt en Enbert (2010)

Enbert begon in 1995 met kunstschaatsen. In het begin van zijn sportieve carrière schaatste hij met Viktoria Kazantseva. Met haar werd hij twaalfde op WK junioren van 2006. In 2007 ging hij een samenwerking aan met Ksenia Ozerova, waarna ze werden gecoacht door Oksana Kazakova. Zij mochten meedoen aan de Junior Grand Prix-finale, maar moesten voortijdig - na de korte kür - afhaken. Nadat Ljoebov Iljoesjetsjkina / Nodari Maisoeradze zich terugtrokken van deelname aan de WK van 2009 namen Ozerova en Enbert hun plaats in. Ze werden 24e.
Zijn coaches stelden voor om eens te trainen met Katarina Gerboldt. Het klikte en de twee gingen in maart 2010 een samenwerking aan. Ze werden in december 2010 vierde bij de Russische kampioenschappen, maar aangezien Tatjana Volosozjar / Maksim Trankov niet mochten meedoen aan de EK van 2011 werden Gerboldt en Enbert hier toch voor geselecteerd. Het paar werd daar vierde. In april 2014 ging het koppel uit elkaar. Vervolgens schaatste hij nog één seizoen met Vasilisa Davankova, maar dat kreeg geen vervolg.
Enbert werd in de zomer van 2015 gekoppeld aan Natalja Zabijako. Na een eerste seizoen met matige resultaten beleefden Zabijako en Enbert in 2016/17 hun doorbraak. Ze namen twee keer deel aan zowel de EK (5e in 2017, 3e in 2018) als de WK (12e in 2017, 4e in 2018). In 2018 namen ze onder olympische vlag deel aan de Olympische Winterspelen in Pyeongchang. Hier werden ze zevende bij de paren en wonnen ze de zilveren medaille met het landenteam. Het paar beëindigde begin 2020 hun carrière.
Enbert huwde op 29 februari 2020 met zijn vriendin, model Alesja Dantsjoek.

## Persoonlijke records
Zabijako/Enbert
| records             | punten | datum      | toernooi |
| ------------------- | ------ | ---------- | -------- |
| Hoogste totaalscore | 212.88 | 15-02-2018 | OS       |
| Hoogste korte kür   | 074.38 | 21-03-2018 | WK       |
| Hoogste vrije kür   | 137.23 | 18-01-2018 | EK       |

## Belangrijke resultaten
2005-2007 met Viktoria Kazantseva, 2007-2010 met Ksenia Ozerova, 2010-2014 met Katarina Gerboldt
2014/15 met Vasilisa Davankova, 2015-2019 met Natalja Zabijako
| Olympische Spelen        |     |    |    |        |    |               |               |               |               |               |               |               | 7e · (team)   |               |               |               |
| Wereldkampioenschap      |     |    |    | 24e    |    |               |               |               |               |               |               | 12e           | 4e            | Brons         |               |               |
| Europees kampioenschap   |     |    |    |        |    | 4e            |               |               |               |               |               | 5e            | Brons         | t.z.t.        |               |               |
| Grand Prix-finale        |     |    |    |        |    |               |               |               |               |               |               | 4e            |               | 4e            |               |               |
| Nationaal kampioenschap  |     |    |    |        | 6e | 4e            | 4e            | t.z.t.        | 7e            | 6e            | 5e            | Brons         | Brons         | Zilver        |               |               |
| WK junioren              | 12e |    |    |        |    | geen deelname | geen deelname | geen deelname | geen deelname | geen deelname | geen deelname | geen deelname | geen deelname | geen deelname | geen deelname | geen deelname |
| Junior Grand Prix-finale |     |    |    | t.z.t. |    | geen deelname | geen deelname | geen deelname | geen deelname | geen deelname | geen deelname | geen deelname | geen deelname | geen deelname | geen deelname | geen deelname |
| NK junioren              | 6e  | 6e | 6e |        |    | geen deelname | geen deelname | geen deelname | geen deelname | geen deelname | geen deelname | geen deelname | geen deelname | geen deelname | geen deelname | geen deelname |

t.z.t. = trok zich terug